# Lithiumcyanid
Lithiumcyanid ist eine anorganische chemische Verbindung des Lithiums aus der Gruppe der Cyanide.

## Gewinnung und Darstellung
Wasserfreies Lithiumcyanid ist aus Lithium und Cyanwasserstoff kaum wirklich rein zu erhalten. Das Lösen in Tetrahydrofuran und Wiederausfällen ergibt ein fast farbloses Tetrahydrofuran-Solvat, aus dem das Lösungsmittel leicht entfernt werden kann. Am vorteilhaftesten erhält man das Salz ohne Anwendung wasserfreier Blausäure durch Reaktion von Lithium mit Silbercyanid in Tetrahydrofuran in Gegenwart von Naphthalin.

## Eigenschaften
Lithiumcyanid ist ein farbloser Feststoff. Mit Halogeniden reagiert es zu Cyaniden.
Lithiumcyanid besitzt eine orthorhombische Kristallstruktur mit der Raumgruppe Pnma (Raumgruppen-Nr. 62) (Zellengröße: a = 3,73; b = 6,52; c = 8,73 Å).